# Stasimopus poweri
Stasimopus poweri là một loài nhện trong họ Ctenizidae. S. poweri được miêu tả năm 1915 bởi J. Hewitt.